# Canadian Open 2024 - Qualificazioni singolare femminile
Le qualificazioni del singolare femminile del Canadian Open 2024 sono state un torneo di tennis preliminare per accedere alla fase finale della manifestazione disputate il 4 e 5 agosto 2024. Le vincitrici dell'ultimo turno sono entrate di diritto nel tabellone principale. In caso di ritiro di una o più giocatrici aventi diritto a queste sono subentrati le lucky loser, ossia le giocatrici che hanno perso nell'ultimo turno ma che avevano una classifica più alta rispetto alle altre partecipanti che avevano comunque perso nel turno finale.

## Teste di serie
1. Katie Volynets (qualificata)
2. Moyuka Uchijima (qualificata)
3. Greet Minnen (qualificata)
4. Wang Yafan (qualificata)
5. Harriet Dart (ultimo turno, ritirata, lucky loser)
6. Taylor Townsend (ultimo turno, lucky loser)
7. Bernarda Pera (qualificata)
8. Ashlyn Krueger (qualificata)

1. Ėrika Andreeva (qualificata)
2. Nao Hibino (ultimo turno, lucky loser)
3. Hailey Baptiste (ritirata)
4. Chloé Paquet (ultimo turno)
5. Jule Niemeier (primo turno)
6. Alycia Parks (primo turno)
7. Arina Rodionova (primo turno)
8. Rebeka Masarova (primo turno)

## Qualificate
1. Katie Volynets
2. Moyuka Uchijima
3. Greet Minnen
4. Wang Yafan

1. Louisa Chirico
2. Ėrika Andreeva
3. Bernarda Pera
4. Ashlyn Krueger

### Lucky loser
1. Harriet Dart
2. Taylor Townsend

1. Nao Hibino

## Tabellone

### Sezione 1
|  | Primo turno | Primo turno    | Primo turno | Primo turno | Primo turno |  |  | Ultimo turno | Ultimo turno   | Ultimo turno   | Ultimo turno | Ultimo turno |  |
|  |             |                |             |             |             |  |  |              |                |                |              |              |  |
|  | 1           | Katie Volynets | 0           | 6           | 7           |  |  |              |                |                |              |              |  |
|  |             | Lily Miyazaki  | 6           | 3           | 5           |  |  | 1            | Katie Volynets | Katie Volynets | 6            | 6            |  |
|  | WC          | Stacey Fung    | 6           | 5           | 6           |  |  | WC           | Stacey Fung    | Stacey Fung    | 1            | 3            |  |
|  | 13          | Jule Niemeier  | 4           | 7           | 4           |  |  |              |                |                |              |              |  |

### Sezione 2
|  | Primo turno | Primo turno      | Primo turno | Primo turno | Primo turno |  |  | Ultimo turno | Ultimo turno    | Ultimo turno | Ultimo turno | Ultimo turno |  |
|  |             |                  |             |             |             |  |  |              |                 |              |              |              |  |
|  | 2           | Moyuka Uchijima  | 5           | 7           | 6           |  |  |              |                 |              |              |              |  |
|  | WC          | Eugenie Bouchard | 7           | 5           | 4           |  |  | 2            | Moyuka Uchijima | 4            | 7            | 6            |  |
|  |             | Kayla Day        | 3           | 7           | 7           |  |  |              | Kayla Day       | 6            | 65           | 2            |  |
|  | 16          | Rebeka Masarova  | 6           | 5           | 5           |  |  |              |                 |              |              |              |  |

### Sezione 3
|  | Primo turno | Primo turno    | Primo turno    | Primo turno | Primo turno |  |  | Ultimo turno | Ultimo turno   | Ultimo turno | Ultimo turno | Ultimo turno |  |
|  |             |                |                |             |             |  |  |              |                |              |              |              |  |
|  | 3           | Greet Minnen   | 6              | 4           | 6           |  |  |              |                |              |              |              |  |
|  | Alt         | Tímea Babos    | 1              | 6           | 4           |  |  | 3            | Greet Minnen   | 4            | 6            | 6            |  |
|  |             | Destanee Aiava | Destanee Aiava | 6           | 6           |  |  |              | Destanee Aiava | 6            | 4            | 2            |  |
|  | 14          | Alycia Parks   | Alycia Parks   | 4           | 3           |  |  |              |                |              |              |              |  |

### Sezione 4
|  | Primo turno | Primo turno      | Primo turno      | Primo turno | Primo turno |  |  | Ultimo turno | Ultimo turno | Ultimo turno | Ultimo turno | Ultimo turno |  |
|  |             |                  |                  |             |             |  |  |              |              |              |              |              |  |
|  | 4           | Wang Yafan       | Wang Yafan       | 7           | 6           |  |  |              |              |              |              |              |  |
|  | PR          | Mirjam Björklund | Mirjam Björklund | 5           | 4           |  |  | 4            | Wang Yafan   | Wang Yafan   | 6            | 7            |  |
|  |             | Kimberly Birrell | Kimberly Birrell | 3           | 3           |  |  | 12           | Chloé Paquet | Chloé Paquet | 3            | 5            |  |
|  | 12          | Chloé Paquet     | Chloé Paquet     | 6           | 6           |  |  |              |              |              |              |              |  |

### Sezione 5
|  | Primo turno | Primo turno      | Primo turno      | Primo turno | Primo turno |  |  | Ultimo turno | Ultimo turno   | Ultimo turno | Ultimo turno | Ultimo turno |  |
|  |             |                  |                  |             |             |  |  |              |                |              |              |              |  |
|  | 5           | Harriet Dart     | Harriet Dart     | 6           | 6           |  |  |              |                |              |              |              |  |
|  |             | Robin Montgomery | Robin Montgomery | 3           | 4           |  |  | 5            | Harriet Dart   | 6            | 60           | r            |  |
|  |             | Louisa Chirico   | Louisa Chirico   | 7           | 6           |  |  |              | Louisa Chirico | 4            | 62           |              |  |
|  | 15          | Arina Rodionova  | Arina Rodionova  | 5           | 2           |  |  |              |                |              |              |              |  |

### Sezione 6
|  | Primo turno | Primo turno      | Primo turno      | Primo turno | Primo turno |  |  | Ultimo turno | Ultimo turno    | Ultimo turno    | Ultimo turno | Ultimo turno |  |
|  |             |                  |                  |             |             |  |  |              |                 |                 |              |              |  |
|  | 6           | Taylor Townsend  | Taylor Townsend  | 6           | 6           |  |  |              |                 |                 |              |              |  |
|  |             | Emina Bektas     | Emina Bektas     | 2           | 2           |  |  | 6            | Taylor Townsend | Taylor Townsend | 6            | 4            |  |
|  | WC          | Carson Branstine | Carson Branstine | 63          | 2           |  |  | 9            | Ėrika Andreeva  | Ėrika Andreeva  | 7            | 6            |  |
|  | 9           | Ėrika Andreeva   | Ėrika Andreeva   | 7           | 6           |  |  |              |                 |                 |              |              |  |

### Sezione 7
|  | Primo turno | Primo turno     | Primo turno | Primo turno | Primo turno |  |  | Ultimo turno | Ultimo turno  | Ultimo turno | Ultimo turno | Ultimo turno |  |
|  |             |                 |             |             |             |  |  |              |               |              |              |              |  |
|  | 7           | Bernarda Pera   | 1           | 6           | 6           |  |  |              |               |              |              |              |  |
|  |             | Miriam Bulgaru  | 6           | 2           | 1           |  |  | 7            | Bernarda Pera | 2            | 6            | 7            |  |
|  | WC          | Katherine Sebov | 2           | 6           | 1           |  |  | 10           | Nao Hibino    | 6            | 4            | 63           |  |
|  | 10          | Nao Hibino      | 6           | 2           | 6           |  |  |              |               |              |              |              |  |

### Sezione 8
|  | Primo turno | Primo turno         | Primo turno         | Primo turno | Primo turno |  |  | Ultimo turno | Ultimo turno   | Ultimo turno   | Ultimo turno | Ultimo turno |  |
|  |             |                     |                     |             |             |  |  |              |                |                |              |              |  |
|  | 8           | Ashlyn Krueger      | 4                   | 7           | 6           |  |  |              |                |                |              |              |  |
|  |             | Priscilla Hon       | 6                   | 65          | 1           |  |  | 8            | Ashlyn Krueger | Ashlyn Krueger | 6            | 6            |  |
|  |             | Kristina Mladenovic | Kristina Mladenovic | 5           | 1           |  |  | Alt          | Carol Zhao     | Carol Zhao     | 1            | 0            |  |
|  | Alt         | Carol Zhao          | Carol Zhao          | 7           | 6           |  |  |              |                |                |              |              |  |